# Вікняне
Вікня́не — село в Україні, у Піщанобрідській сільській громаді Новоукраїнського району Кіровоградської області. Населення становить 70 осіб.

## Населення
Згідно з переписом УРСР 1989 року чисельність наявного населення села становила 62 особи, з яких 26 чоловіків та 36 жінок.
За переписом населення України 2001 року в селі мешкало 70 осіб.

### Мова
Розподіл населення за рідною мовою за даними перепису 2001 року:
| Мова       | Відсоток |
| ---------- | -------- |
| українська | 70,00 %  |
| російська  | 12,86 %  |
| молдовська | 11,43 %  |
| вірменська | 5,71 %   |

## Особистості
- В. А. Тягуненко — кандидат економічних наук.